# Apeadeiro de Baixa da Banheira
O Apeadeiro de Baixa da Banheira é uma interface da Linha do Alentejo, que serve a localidade de Baixa da Banheira, no concelho de Moita, em Portugal.

## Descrição

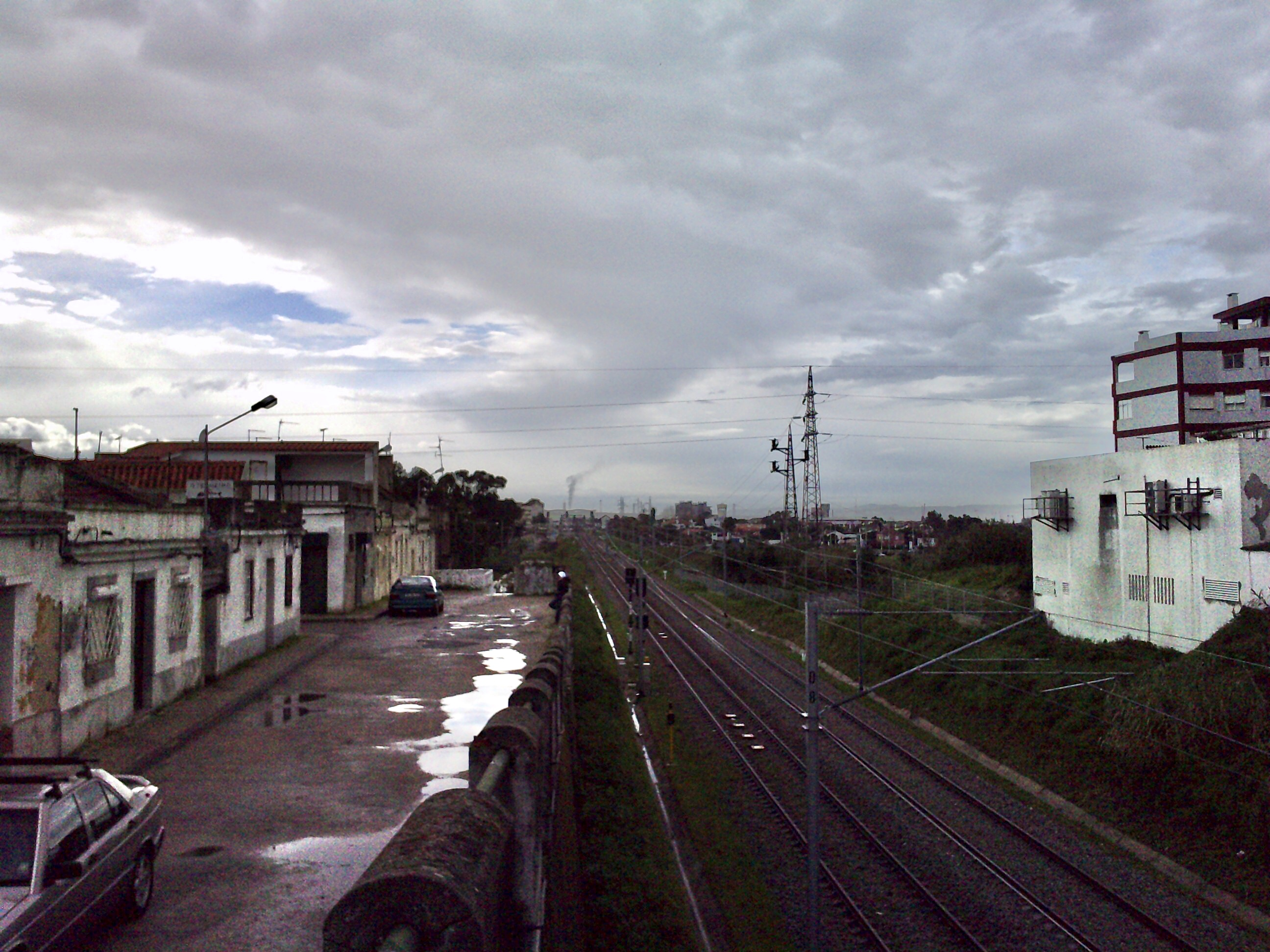
Vista de ponte sobre a via perto do apeadeiro de Baixa da Banheira (ao fundo, a estação de Lavradio).

### Localização e acessos
Esta interface tem acesso pela Rua 25 de Abril, na Baixa da Banheira. Esta estação é servida por fez carreiras rodoviárias: seis linhas da Carris Metropolitana e quatro dos Transportes Coletivos do Barreiro, ligando esta estação a outros destinos na Península de Setúbal.

### Serviços
Esta estação é utilizada por serviços urbanos da Linha do Sado, assegurados pela operadora Comboios de Portugal.

## História
Este apeadeiro situa-se no lanço da Linha do Alentejo entre o Barreiro e Bombel, que entrou ao serviço em 15 de Junho de 1857.
Em 1985, esta interface não estava ainda dotada de edifício de passageiros, que foi construído mais tarde.